# 海石增一
船底座V357（船底座a，a Car）是一个在船底座的光谱联星。距离地球大约446.8光年。这个系统的视星等为3.41。
船底座V357是由2个相似的B型主序星组成的。该星有6.9倍太阳半径。是一个食双星。因为互相掩食，这是一个变星，视星等以6.75天在3.41-3.44间变化，这正是它的轨道周期。